# Holdrege
Holdrege è un comune degli Stati Uniti d'America, situata in Nebraska, nella contea di Phelps, della quale è anche capoluogo.